# Eugenika żydowska

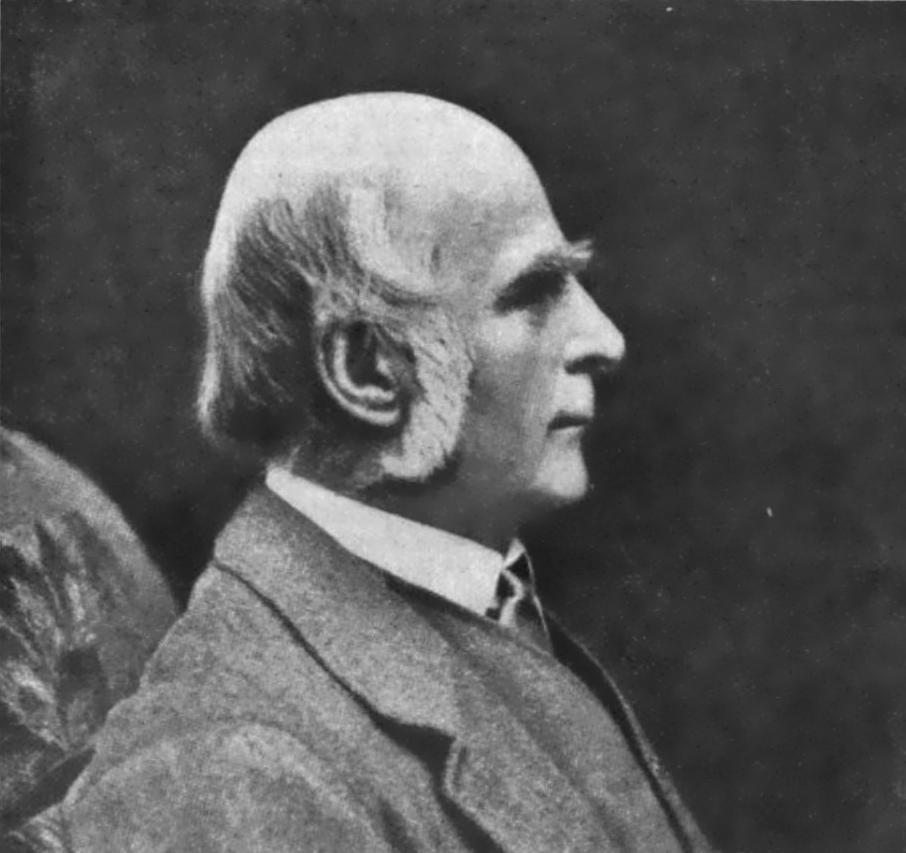
Francis Galton, twórca eugeniki (1912)

Eugenika żydowska – nurt ideowy rozwijany w ramach ruchu syjonistycznego, powołany do odnowy biologicznej i rasowej Żydów żyjących w diasporze. Ruch syjonistyczny powołany został do ochrony rasy, czyli stawiał sobie podobne cele, do jakich zmierzała eugenika. Ogólnie, eugenika zakłada możliwość doskonalenia fizycznego i umysłowego człowieka jako gatunku w drodze ulepszania materiału genetycznego. Idee eugeniczne rozwijane były niemal we wszystkich cywilizowanych krajach świata, z tym że w różnych państwach były odmiennie rozumiane i realizowane na wiele sposobów. Żydzi, nie posiadając własnego państwa, znajdowali się w specyficznej i dość niewygodnej sytuacji, ponieważ – w całości jako naród – byli podzieleni, angażując się w projektowanie i urzeczywistnianie eugeniki zarówno w poszczególnych krajach, gdzie zamieszkiwali i których byli obywatelami oraz w ramach międzynarodowego ruchu syjonistycznego.
Samo pojęcie eugeniki znane było już w czasach starożytnej Grecji i znaczyło: dobrze urodzony, dobrego pochodzenia, rasowy. W XIX w. kwestię dziedziczenia cech charakteru i uzdolnień podjął w swoich badaniach (od około 1865) brytyjski arystokrata sir Francis Galton, stwarzając nową dziedzinę wiedzy, mającą zajmować się zagadnieniami związanymi z uszlachetnianiem rasy. Terminu „eugenika” Galton użył po raz pierwszy dopiero w 1883 r. w pracy Inquiries into Human Faculty and Its Development (Badania uzdolnień człowieka i ich rozwoju), chcąc nazywać tak naukę, która nie ograniczałaby się wyłącznie do „rozsądnego kojarzenia par”, ale także – zwłaszcza w przypadku człowieka – prowadziłaby „do ukierunkowania wszystkich czynników, które mogłyby przysłużyć się do stworzenia lepszych ras” i dać szanse na panowanie korzystniejszym odmianom krwi.
Eugenika – dziedzina o naukowych aspiracjach (o co Galton skutecznie zabiegał) – szybko zyskała sławę wśród elit wiktoriańskiego społeczeństwa brytyjskiego, a następnie przeniknęła do innych krajów europejskich i Stanów Zjednoczonych Ameryki Północnej. Eugenika narodu żydowskiego była wzorowana na eugenice amerykańskiej, która szczyciła się najbardziej zaawansowanymi badaniami nad dziedzicznością oraz wiodła prym w praktycznym stosowaniu eugeniki z legislacją włącznie.

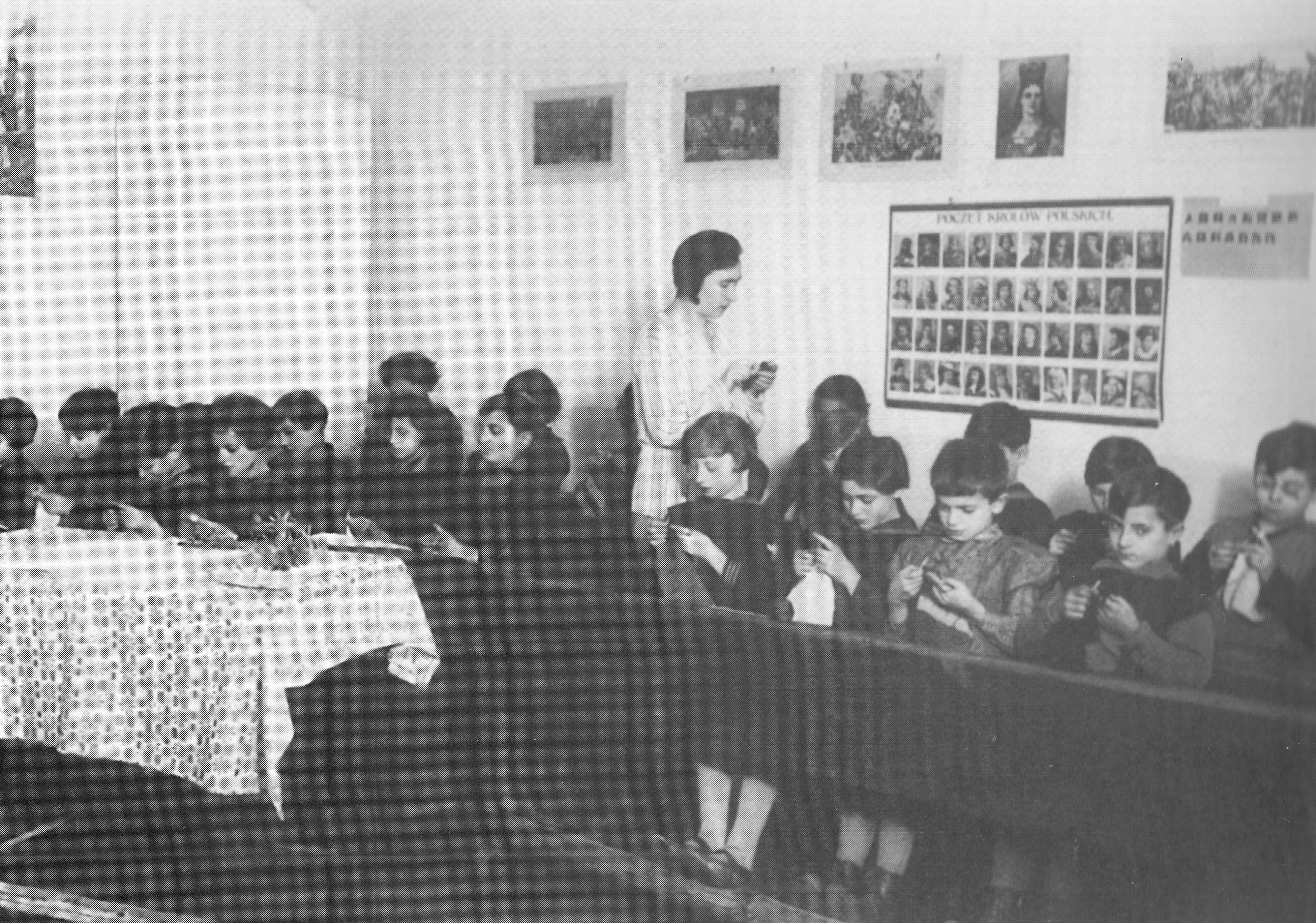
„Szabasówka”, państwowa szkoła dla dzieci żydowskich (Polska, miejscowość nieznana)

## Współudział Żydów w tworzeniu eugeniki niemieckiej
Żydzi byli zaangażowani w tworzeniu niemieckiej eugeniki, czyli higieny rasowej (Rassenhygiene): badaniami nad dziedzicznością i opracowywaniem założeń eugeniki oraz finansami: dotacjami na badania i infrastrukturą naukową, a także praktycznymi aspektami, nie zważając na rasistowskie nastawienie eugeników niemieckich.
Począwszy od grudnia 1929, Fundacja Rockefellera rozpoczęła finansowanie pięcioletniego projektu Eugena Fischera (aktywnego eugenika z frakcji monachijskiej) w ramach Komitetu ds. Krzyżowania Ras: pierwsza rata wyniosła 125 000 dolarów. Z listu skierowanego do Fundacji wynikało, że będą to w istocie badania rasowe, dotyczące także Żydów, mimo że jako główny cel podano „badania antropologiczne” bez szczegółowych informacji. Na początku lat trzydziestych Fundacja zatwierdziła wypłacanie dodatkowo 89 000 dolarów przez dziesięć lat dla Instytutu Psychiatrii.
Edwin Black wyjaśnia, że prawdziwym celem Fundacji było wspieranie badań naukowych, z polityką nazizmu nie chciała mieć nic wspólnego, oprócz ochrony niektórych uczonych od zwolnienia z pracy ze względów politycznych: pieniądze Rockefellerów miały być formą nacisku na kierunek badań i obsadzanie stanowisk w Niemczech. Dokumenty wewnętrzne Fundacji Rockefellera wskazują, że jej urzędnicy śledzili poczynania reżimu nazistowskiego, a zachowana korespondencja dowodzi, że wiedziano o antysemickiej polityce i praktyce, nadal jednak co roku przekazywano kolejne środki.
Prasa opublikowała komunikat Amerykańskiego Komitetu ds. Walki z Rasistowskimi Prześladowaniami w Niemczech:

niemiecka placówka badań psychiatrycznych z siedzibą w Monachium, finansowana przez Fundację Rockefellera, uprawia zaciekłą agitację pronazistowską […]. Komitet zarzuca instytutowi szerzenie nazistowskiej propagandy pod płaszczykiem nauki, opłacanej z pieniędzy Fundacji Rockefellera. […] W jednej z katedr instytutu zajmującej się teoriami rasowymi, udowodniono jakoby naukowo poprawność teorii Hitlera o wyższości «rasy nordyckiej» i niższości semickiej oraz innych ras […]. Pracownikiem naukowym instytutu jest dr Theodore Lang, założyciel Narodowo-Socjalistycznego Stowarzyszenia Lekarzy, które prowadzi zaciekłą kampanię przeciw żydowskim lekarzom w Niemczech.

Fundacja przestała wspierać eugenikę, ale pośrednio przyczyniła się do wykształcenia kadry naukowej i zbudowania zaplecza naukowego, wykorzystanych na potrzeby wojny. Carnegie Institution of Science finansował w większym stopniu badania nad dziedzicznością prowadzone w USA, ale ponieważ niemieckie badania w tym zakresie były ściśle związane z amerykańskimi, zatem i niemiecka higiena ras otrzymywała duże wsparcie z tej Fundacji. (Poza Carnegie Institution olbrzymie fundusze na rozwój eugeniki w Ameryce przekazała Fundacja Harrimana, którą zarządzała wdowa po E.H. Harrimanie).

## Syjonizm: postulat przejścia odvita latensdo pełni życia rasowego

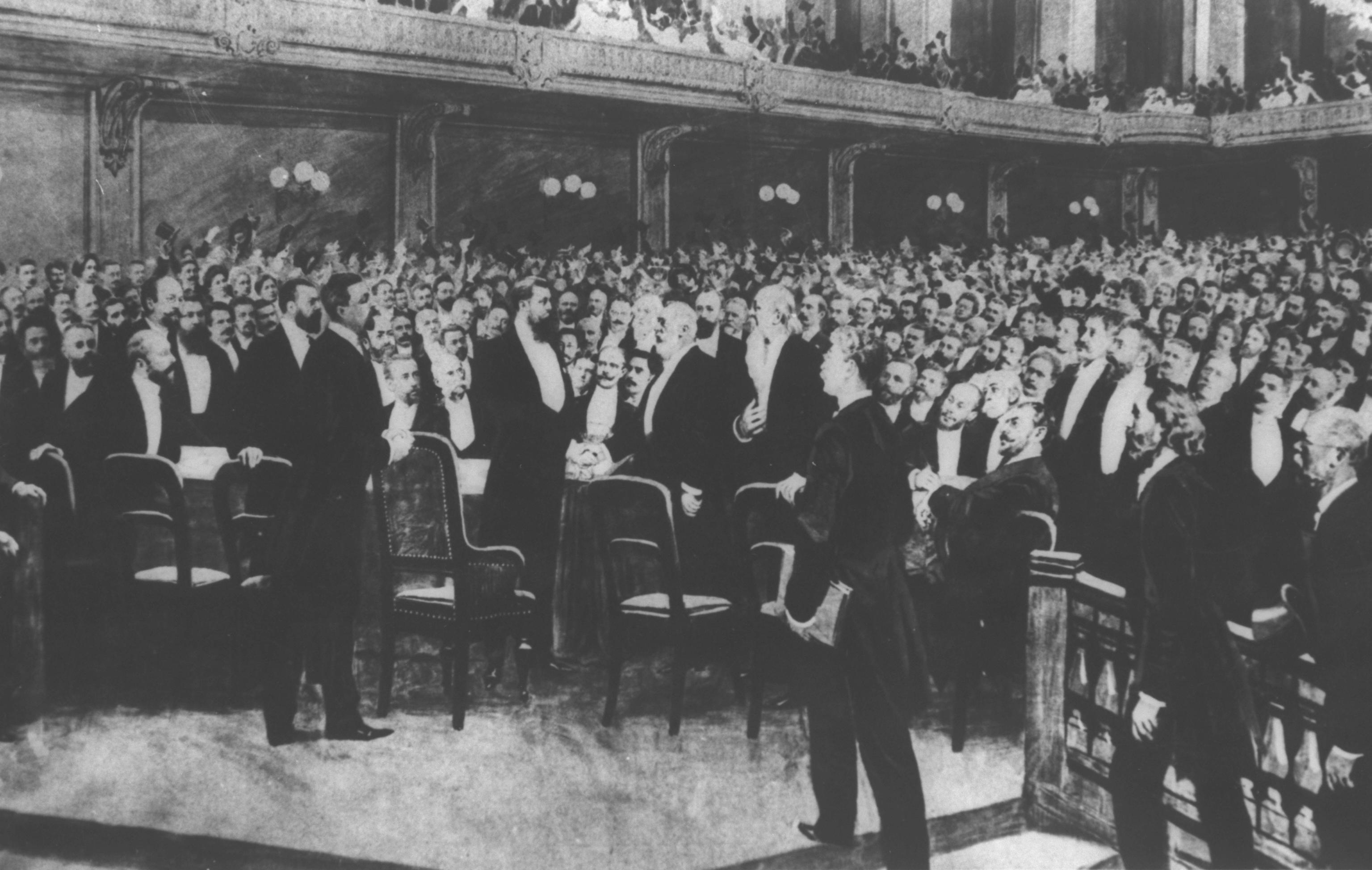
Delegaci na I Kongresie Syjonistycznym w Bazylei, w 1897 r.

Stan, w jakim Żydzi się znajdowali, żyjąc – jak to Parnass określa – w obcym milieu (środowisko szeroko rozumiane), trudno było nazwać pełnią życia rasowego. Autor charakteryzuje je jako vita latens, czyli stan przejściowy, „życie przyczajone” (ukryte), oczekiwanie na pomyślne warunki, kiedy Żydzi będą mogli żyć pełnią swego rasowego życia. Podczas życia w golusie (diasporze) tęsknota do pełni życia przejawiała się w ruchach mesjańskich, które były „wysuwaniem macek”, aby się przekonać, czy „stosunki historyczne”, warunki do życia rasowego ułożyły się odpowiednio. Takim nowoczesnym mesjanizmem jest – zdaniem autora – ruch syjonistyczny. Zewi Parnass, zwolennik eugeniki, definiuje syjonizm „jako naturalny ruch rasy i społeczeństwa, z instynktu rasowego powstały, dążący do przemiany życia zaczajonego w pełny tryb życia wśród warunków, gwarantujących pomyślny rozwój rasy i społeczeństwa żydowskiego” Chodziło głównie o utworzenie państwa żydowskiego.

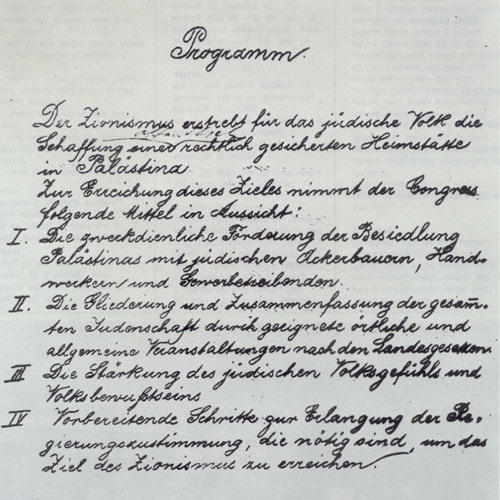
Program I Kongresu Syjonistycznego

Ruch syjonistyczny zawiązał się pod koniec XIX stulecia, czyli w czasie, gdy idee eugeniczne były już dobrze znane, a np. w USA wprowadzano już eugeniczne ustawodawstwo. Jednym z głównych twórców i ideologów syjonizmu był Max Nordau, który na I Kongresie Syjonistycznym (zorganizowanym przez Teodora Herzla) w Bazylei, w 1897 r., został przewodniczącym, a na II Kongresie, w rok później, wygłosił referat propagujący osadnictwo Żydów w Palestynie. Nordau nie ukrywał, że potrzebni będą zdrowi, silni fizycznie – co wyraził terminem Muskel-Judenthum – a nie słabi i upośledzeni intelektualnie. W ramach ruchu syjonistycznego walczył o przyznanie Żydom pełni praw w prawodawstwie, jak to stało się w Wielkiej Brytanii. Hannah Arendt (niemiecka filozof pochodzenia żydowskiego) pisze, że Żydzi jednak chcieli zachować swą odrębność i wcale nie zamierzali się asymilować. Przyznanie pełni praw, tzn. takich samych jak rdzennym Niemcom, niejako wymuszałoby ich asymilację. Gdyby ulegli asymilacji, staliby się Francuzami, Niemcami itd., nie mogliby zatem stanowić jednej ponadnarodowej siły. Po równouprawnieniu Żydów w niektórych krajach (i dyskusjach na ten temat w wielu innych), na przełomie XVIII i XIX stulecia, postanowili oni przeciwdziałać wtopieniu społeczności żydowskiej w środowiska, gdzie mieszkają. Główne zasługi dla tej sprawy przypisuje się rodzinie (dynastii) Rotszyldów, której pięciu synów w różnych krajach nadzorowało banki. Bogaci Żydzi, bankierzy, nie chcieli stać się równoprawnymi obywatelami, odmawiali nadania im uprawnień, przyjmowali jedynie przywileje. Przywódcy żydowscy obawiali się, że w warunkach równości „Żydzi mogą przestać istnieć”. 

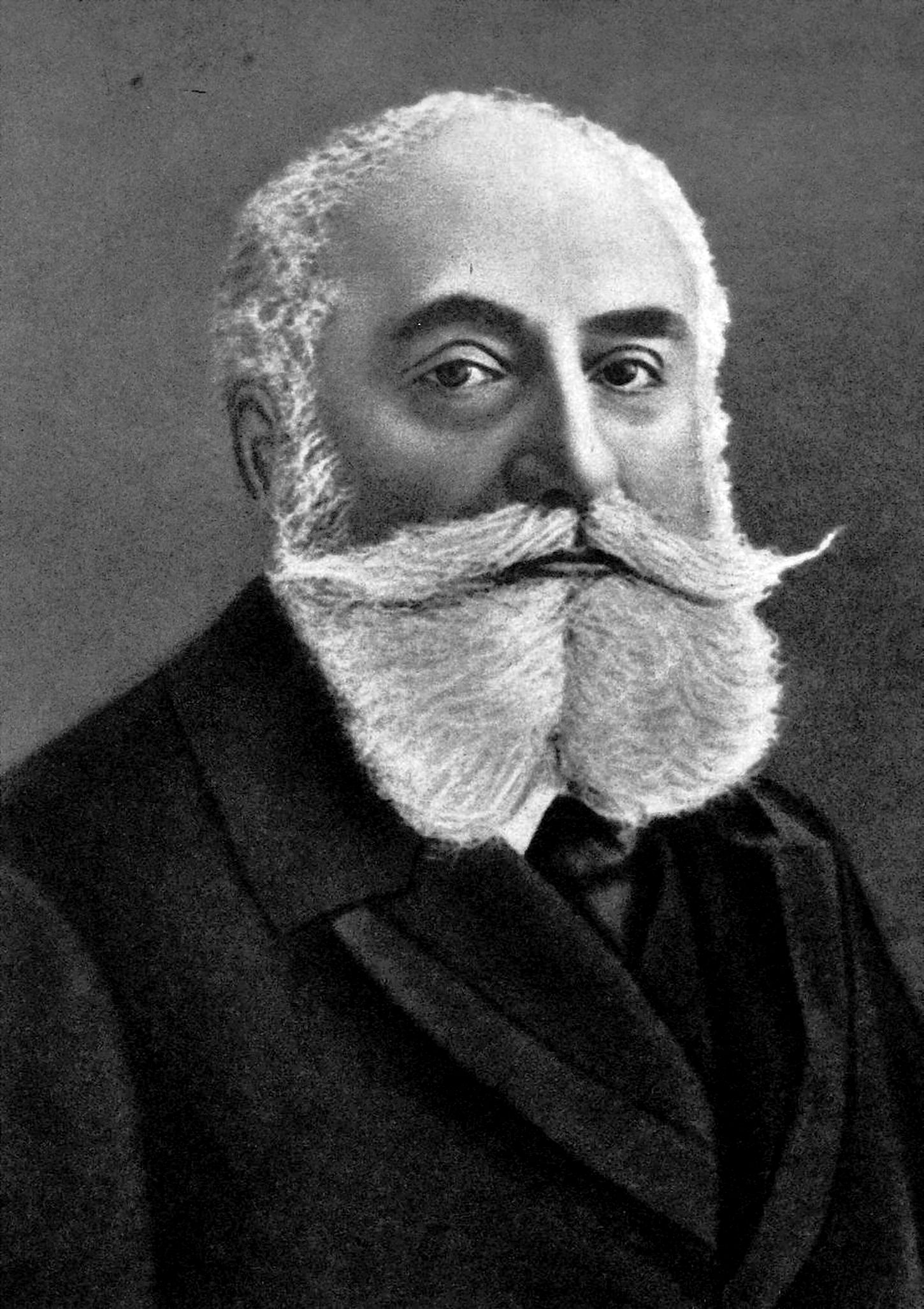
Max Nordau w latach 1900–1919

Jednak Żydzi nie mówili w tej kwestii jednym głosem. Zewi Parnass w serii artykułów i wygłoszonych referatach nawołuje również do odrzucenia asymilacji, do zdecydowanego przeciwstawiania się jej, bowiem wtopienie się w obce środowiska zgubi – jego zdaniem – naród żydowski. Zasymilowani Żydzi nie będą mogli mieć wspólnych, swoich, żydowskich interesów, gdyż będą reprezentować interesy krajów, w których żyją, a które przecież są odmienne od interesów żydowskich oraz często antagonistyczne, zatem Żydzi musieliby stanąć na przykład po dwóch różnych stronach jakiegoś konfliktu. Wobec tego należy unikać „wciągnięcia Żydów w wir obcego życia, a więc oddania ich na łup asymilacji, która prowadzi do zaniku odłamu żydowskiego”.
Ruch syjonistyczny, zdaniem Parnassa, powinien służyć narodowi żydowskiemu w ogóle i nie powinna w nim przejawiać się polityka poszczególnych krajów, ponieważ polityka ruchu jest siłą zdążającą w innym, odwrotnym kierunku. Organizacja syjonistyczna została uznana przez Wielką Brytanię oraz konferencję pokojową (po I wojnie światowej) za naród i traktowana jako zalążek przyszłego państwa żydowskiego w Palestynie i – jak pisze Z. Parnass – od początku swego powstania, czyli od końca XIX w., realizowała własną politykę „wewnętrzną” oraz „zewnętrzną”, tj. zagraniczną w stosunku do innych państw. Przekonuje też, że „[r]uch syjonistyczny musi objąć całokształt życia narodowego i rasowego”, tj. jego problemy rasowe, społeczne i religijno-narodowe. A zatem zadania ruchu są (powinny być) znacznie szersze, chociaż wszystkie zazębiają się i uzupełniają. Religijno-narodowe problemy autor łączy jeszcze mocniej ze sobą, gdyż – jak twierdzi – są one nierozerwalne: narodowość determinuje religię, a religia nosi cechy narodowe, obie są jak dwie strony medalu. W religii widzi wielką siłę, która spaja naród żydowski, która gwarantuje przetrwanie narodu, która jest nośnikiem wartości etycznych i która stanowi o sile narodu. Zależność jest jeszcze taka, że im mniej jednego pierwiastka, tym więcej drugiego, tzn. im silniejszy był naród, tym mniej było religii, a w momentach osłabienia narodowego to religia dawała siłę przetrwania i spajała naród. Zarówno cele religijno-narodowe, jak i cele społeczne (np. przewarstwienie) służyły celom rasowym, z kolei cele rasowo-eugeniczne miały wspomóc cele narodowe oraz pozwolić przejść do rozwoju i pełni życia rasowego. Wprowadzenie pełni życia rasowego i stworzenie własnego milieu – zdaniem autora – jest możliwe wyłącznie w Palestynie.

## Patologie narodu żydowskiego i eugeniczne antidotum
Zewi Parnass – podobnie jak Max Nordau – widział upadek kultury, religii, a przede wszystkim cech rasowych wśród zachodnich Żydów, którzy często zasymilowani, zatracili swą żydowską naturę, a czasem przejmowali z tej kultury tylko to, co prowadziło do upadku wspólnoty żydowskiej i szkodziło procesowi życia rasowego, np. alkohol, choroby weneryczne i degenerujący miejski styl życia. Wśród Żydów zachodnich dostrzegał liczne choroby nerwowe i psychiczne, których odsetek był większy niż u ludności chrześcijańskiej, oraz inne groźne choroby. Parnass pisze, że w Niemczech wśród ludności żydowskiej chorych umysłowo było 3,5 razy więcej niż wśród ludności niemieckiej i że liczba ich ciągle rosła. Ale podobna tendencja wzrostu patologii spotykała też chrześcijańskie społeczeństwa zachodnioeuropejskie. Zatem jedynym sposobem naprawy tych niekorzystnych zjawisk jest zastosowanie tych samych środków, „które postuluje szkoła eugeniczna dla społeczeństw europejskich”.
Z. Parnass dobrze znał zasady eugeniczne sformułowane przez Francisa Galtona i kontynuowane przez jego ucznia Karla Pearsona. Całkowicie je też podzielał, z pewnym zastrzeżeniem – aby zostały dopasowane do potrzeb rasy żydowskiej. Wyrażał nawet podziw dla twórców eugeniki, przytaczając rozległe cytaty z ich prac oraz aprobatę dla praktycznych rozwiązań w Ameryce, z podaniem treści wprowadzanych tam ustaw.
Przejęcie przez Żydów wzorców kulturowych zachodnioeuropejskich, takich jak późne związki małżeńskie, mała liczba dzieci (zazwyczaj dwoje), słaba religijność – prowadziło do zgubnych dla rasy zjawisk. Korzystne źródło tożsamości żydowskiej, pomyślne życie rasowe zobaczył Parnass, badając Żydów Wschodu, poza jedną patologią: wielką liczbą chorób systemu nerwowego. Ze względu na to, że choroby te są najczęściej dziedziczne, jak przekonywała ówczesna eugenika, należy zapobiec ich rozprzestrzenianiu się.

Droga do tego prowadzi tylko przez sterylizację mniej wartościowych i chorych osobników. Nie mogę się bawić w proroctwo, kiedy Europa zechce pójść śladami Ameryki i zająć się poważnie problemami higieny rasowej. Takich praw jak w Ameryce nie można przeprowadzić wbrew opinii publicznej, a ta tkwi w Europie, jeszcze bardzo głęboko w starych pojęciach. Nim w Europie, a zwłaszcza wschodniej, gdzie żyje pień Żydostwa, zaprowadzą higienę życia rasowego, odpowiadającą przytoczonym przykładom amerykańskim przejdą dziesiątki lat, a może i więcej. Tak długo nam czekać nie wolno.

Zarówno Zewi Parnass, jak i rabin nowego Jorku Max Reichler byli przekonani, że zaszczepienie zasad eugenicznych wśród Żydów nie będzie trudne, ponieważ „[w]iele eugenicznych reguł znajduje się w biblijnych i rabinicznych prawach, zawierających mnóstwo wyraźnych przesłanek, które pozwoliły zachować czystość rasy pod względem fizycznym, psychicznym i moralnym”. Właśnie w tym tkwi zdaniem Reichlera „[t]ajemnica przetrwania narodu żydowskiego […], że od starożytności stosowali pewne reguły eugeniczne i zgodnie z nimi postępowali, co pozwoliło przetrwać, mimo iż silniejsze i liczniejsze narody wyginęły”.
Wierzono w naturalny instynkt rasowy Żydów i moralność, że każdy dobrowolnie będzie przestrzegał zaleceń „apostołów” wdrażających zalecenia eugeniczne (są to „inteligenci żydowscy” i rabini), z uwagi na brak państwowego aparatu przymusu. „[N]ie znajdzie się żadna dziewczyna, która by chciała być żoną męża, który zatruty jest jadem nieudolności albo chorób umysłowych, nie znajdzie się żadna Żydówka, która zechce zostać matką dziecka, przy urodzeniu już noszącego piętno degeneracji. Dobrowolnie każdy nieuleczalnie chory podda się sterylizacji, a który się temu oprze, tego opinia żydowska napiętnuje jako wyrzutka, który się śmiał targnąć na świętości narodowe”.
Należy przed zawarciem małżeństwa sprawdzić rodzinę żony – zwłaszcza jej braci, gdyż po nich, wg opinii Reichlera, najczęściej dziedziczy się cechy – a także nie zawierać związku z kobietą z widocznymi chorobami czy defektami zdrowotnymi, takimi jak ślepota, głuchota, choroba psychiczna, epilepsja, lepra itp. Rabin podał wiele innych wskazówek dotyczących małżeństwa, które powinny być przestrzegane w celu poprawy jakości rasowej: np. trzeba zawrzeć je w bardzo młodym wieku (najlepiej przed 20 rokiem życia) i nie wolno wiązać się starszemu mężczyźnie z młodą kobietą. Bóg nie akceptuje ludzi nieżonatych, niezamężnych i nieposiadających dzieci. Eugenika żydowska polega na tym, aby każdy wstępował w związek małżeński i płodził dzieci. Ten bowiem, kto nie posiada syna (potomstwa), który by kontynuował jego dzieło, jest w rzeczywistości martwy, natomiast ten, kto posiada jednego syna, jest tylko ślepy. Żydzi, którzy nie mają potomstwa i nie przedłużają rasy, sprzeciwiają się woli Boga. 
Aby więc nie sprzeciwiać się woli Boga, prawo wychodzi naprzeciw parom bezpłodnym i reguluje ten problem w następujący sposób: w przypadku bezpłodności małżeństwo jest ważne, gdy zawarte było ze świadomością tego defektu, a jeśli nie było wiedzy w tym zakresie, małżeństwo jest nieważne, o czym informuje inny rabin Joel Blau. Jak widać, przepis ten może uchronić zdrowego partnera od braku potomstwa. Celem eugeniki jest zachęcanie do reprodukcji dobrej i „błogosławionej” protoplazmy ludzkiej oraz eliminowanie nieczystej i „przeklętej” ludzkiej protoplazmy – jak wyjaśnia dobitnie rabin Max Reichler. Autor z satysfakcją dodaje, że Żydzi nie traktują seksualności ani pruderyjnie, ani z pogańską namiętnością, lecz z dalekowzrocznym profetyzmem, z myślą o przyszłych pokoleniach. Najważniejsza jest rodzina, która zapewniać miała czystość rasową, zdrowie i siłę przetrwania. 
Stosowanie powyższych zasad gwarantowało zawieranie małżeństw odpowiednich rasowo i eugenicznie. Mimo że niektórzy eugenicy żydowscy ostrzegali przed stosowaniem endogamii, czyli zawieraniem związków małżeńskich pomiędzy krewnymi, to rabin uważał, że takie związki mogą być wskazane ze względu na przekazywanie rzadkich i cennych cech rodzinnych, a szkodliwe cechy u potomstwa wcale nie muszą się ujawnić. 

## Palestyna – jeden z głównych eugenicznych celów
Ratunkiem dla rasy żydowskiej, poza polityką eugeniczną w diasporze, miała być przede wszystkim emigracja do Palestyny wyselekcjonowanych osób. Postulaty eugeniczne muszą być decydujące, gdyż od doboru osób emigrujących będzie zależeć przyszłość rasy żydowskiej. A doborem tym powinien kierować „Urząd dla eugeniki narodowej w Palestynie”, w którym będą pracować lekarze dobrze obeznani z „postulatami higieny rasowej”, ludzie o wysokiej wiedzy i godni zaufania. Stworzenie takiego „Urzędu” musi być priorytetem w ruchu emigracyjnym do Palestyny. „Żaden Żyd nie powinien przekroczyć granic Palestyny, który nie dostanie pomyślnego świadectwa ze strony lekarza, na usługach urzędu eugenicznego pracującego”.
Naczelnym przesłaniem emigracji musi być uświadomienie, że osoby nieproduktywne lub te, które mogą stać się ciężarem dla społeczeństwa, nie mogą emigrować.

[N]ie ulega wcale wątpliwości, że idioci, matołkowie, epileptycy, umysłowo słabi i chorzy, w ogóle osoby dotknięte brakami, które im uniemożliwiają zabezpieczenie sobie bytu, że osoby dotknięte niebezpiecznymi, zakaźnymi chorobami i chorobami uniemożliwiającymi zarobek, prostytutki, dla celów niemoralnych wędrujące kobiety albo dziewczęta, albo ich impresariusze, anarchiści i elementy z dążeniem do burzenia porządku publicznego – nie są wcale pożądanym elementem dla odbudowy życia społecznego.

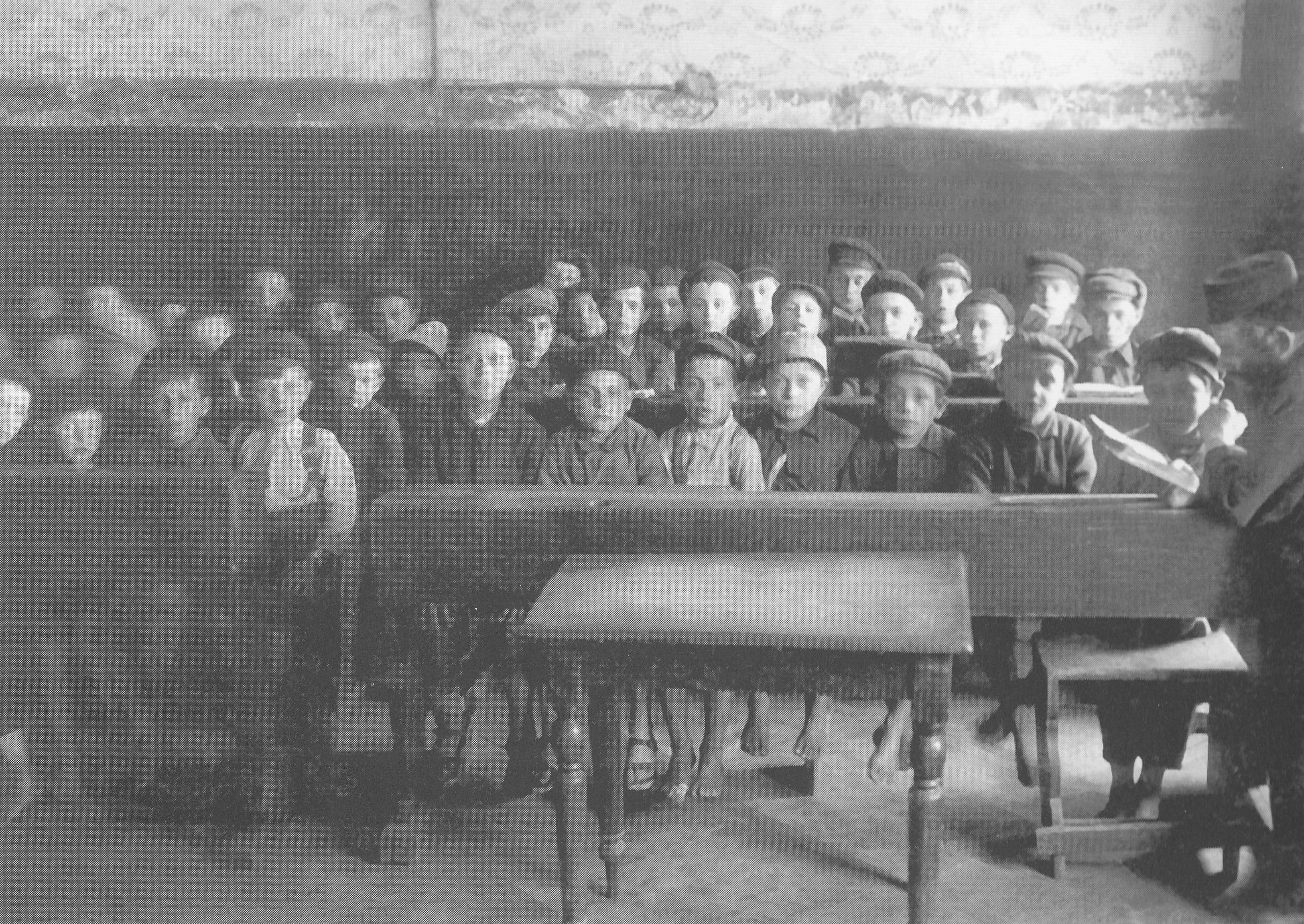
Cheder (hebr., sala, pokój) – szkoła żydowska wyznaniowa, utrzymywana przez gminę religijną, rok 1917, na terenie Polski (miejscowość nieznana)

Zadaniem „Urzędu” dokonującego selekcji, będzie trzymanie „tych elementów” z dala od emigracji. Pierwszym krokiem „powrotu do Żydostwa przed powrotem do kraju żydowskiego” powinno być „stworzenie nowego milieu narodowożydowskiego w domu”. Dlatego Parnass wielką rolę wyznaczył rodzinie i szczególnie kobiecie, aby pielęgnowała tradycje religijne i kulturalne. Językiem „pełni życia narodowego” może był wyłącznie hebrajski.
Emigrowanie do Palestyny było wskazane również i ze względów czysto demograficznych: Parnass obawiał się katastrofy populacyjnej na Wschodzie, gdzie żyło wówczas około 9 mln Żydów. Tak liczna populacja prowadziła do nędzy i konfliktów z powodu braku zajęcia w typowych żydowskich zawodach. Mimo jego wielkiej troski o społeczność żydowską i jej problemy (zwłaszcza u wschodnich Żydów), ostro polemizował z licznymi postulatami poszczególnych syjonistów, którzy próbowali na różne sposoby uzdrowić bolączki Żydów żyjących w diasporze. Krytykował proponowane przez nich reformy, dotyczące m.in. przewarstwienia (nie biorąc pod uwagę, że było ono konieczne chociażby do samowystarczalności zawodowej w Palestynie), rozwijania handlu i uprzemysłowienia, podniesienia rękodzieła żydowskiego na wyższy poziom oraz osiedlenia części Żydów na roli. „Nie przewarstwowanie w golusie jest nam potrzebne, lecz zachowanie tego stanu tak długo, aż nie wybije godzina przejścia do pełni życiowej wśród milieu żydowskiego”. Z. Parnass zalecał, aby społeczeństwo żydowskie jak najmniej łączyło się ze środowiskiem, w którym żyje (a przewarstwienie i kolonizacja wiejska tego by wymagały), żeby broniło się przed asymilacją, bo to etap prowadzący do zaniku żydostwa.
Należy unikać tarć ze środowiskiem, w którym żyją Żydzi, zachowując możliwie najwięcej sił w życiu przyczajonym (vita latens). „Wyrazem sił, zachowaniu Żydostwa służących, jest tworzenie milieu żydowskiego czy to w ghettach starszych z murem otaczającym jako znakiem widomym, czy to w ghettach nowych bez muru, w dzielnicach żydowskich, w których nawet życie ulicy tchnie duchem narodowym”.
Niektórzy syjoniści już czuli się obywatelami Palestyny. Tam widzieli swą pełnię życia rasowego, dlatego wielkim zadaniem było wprowadzenie ustaw eugenicznych oraz emigracja do Palestyny. Parnass przewidywał także emigrowanie do krajów sąsiadujących, gdyż terytorium samej Palestyny nie rozwiąże problemów społecznych, nie pomieści bowiem tak licznej emigracji, jaka będzie konieczna. Emigracja miała objąć głównie tereny wschodnie ze względu na duże i niebezpieczne ciśnienie demograficzne oraz na lepszy materiał genetyczny, mimo chorób umysłowych i niższego poziomu intelektualnego wschodnich Żydów. „Problem rasowy syjonizmu musi znaleźć wyraz w zmartwychwstaniu eugeniki żydowskiej i jej zastosowaniu w życiu rasowym żydowskim i przy doborze elementów zdatnych do odbudowy Palestyny”.
Eugenika żydowska była dość specyficzna, postulowała program podobny do łagodniejszej eugeniki opartej na modelu darwinowskim, z tą różnicą tylko, że kładła większy nacisk na dobrostan psychiczny niż na walory fizyczne i była skierowana – podobnie jak eugenika polska – na odbudowanie własnego narodu. To, co czyni ją szczególnie gorzką, to fakt wzorowania się (a nawet zachwycania) na restrykcyjnej eugenice USA i niedostrzegania w niej wielce niebezpiecznych antyhumanitarnych wypowiedzi eugeników amerykańskich, i to także pod adresem Żydów. Przyjaciel Charlesa Davenporta (lidera amerykańskiego ruchu eugenicznego) – Madison Grant (bogaty i wykształcony na Uniwersytecie Yale prawnik) – przestrzegał przed polskimi Żydami, że ich „karłowata postać i specyficzna mentalność oraz bezwzględny egoizm” mogą być „wszczepione w naszą rasę”, chyba że zostaną wprowadzone radykalne ograniczenia w imigracji z Europy wschodniej. 

Niezależnie czy lubimy się do tego przyznawać czy nie – pisał – wynikiem mieszania dwóch ras, jest regresja rasy do etapu starożytnego, do ogólnej warstwy niższej. Ze związku białego człowieka z Indianinem powstanie Indianin; Murzyn powstanie ze związku białego z Murzynem; Hindus ze skrzyżowania białego z Hindusem; a ze skrzyżowania jednej z trzech ras europejskich z Żydem powstanie Żyd”.